# Coppa del Mondo giovani di slittino 2005
La Coppa del Mondo giovani di slittino 2004/2005 fu l'ottava edizione del circuito mondiale dello slittino relativo alla categoria giovani, manifestazione organizzata annualmente dalla FIL; iniziò il 2 dicembre 2004 a Lillehammer in Norvegia e si concluse il 29 gennaio 2005 ad Innsbruck in Austria e si svolse in contemporanea alla medesima competizione riservata agli juniores. Si disputarono dodici gare: sei prove nel singolo donne ed altrettante nel singolo uomini in sei differenti località.
Le coppe di cristallo, trofeo conferito ai vincitori del circuito, furono assegnate alla statunitense Anastasia Young per quanto concerne il singolo donne ed al connazionale Christopher Mazdzer nel singolo uomini.

## Calendario
| Tappa  | Località             | Pista                           | Data                | Singolo | Singolo |
| Tappa  | Località             | Pista                           | Data                | Donne   | Uomini  |
| ------ | -------------------- | ------------------------------- | ------------------- | ------- | ------- |
| 1      | Lillehammer          | Pista olimpica di Lillehammer   | 2 dicembre 2004     | ●       | ●       |
| 2      | Sigulda              | Pista di Sigulda                | 10–11 dicembre 2004 | ●       | ●       |
| 3      | Altenberg            | Eiskanal Altenberg              | 17–18 dicembre 2004 | ●       | ●       |
| 4      | Schönau am Königssee | Eisarena Königssee              | 14 gennaio 2005     | ●       | ●       |
| 5      | Oberhof              | Pista di Oberhof                | 21 gennaio 2005     | ●       | ●       |
| 6      | Innsbruck            | Olympia Eiskanal Innsbruck-Igls | 28–29 gennaio 2005  | ●       | ●       |
| Totale | Totale               | Totale                          | Totale              | 6       | 6       |

## Risultati

### Singolo donne
| Data             | Località             | Nazione  | Prima classificata          | Seconda classificata        | Terza classificata        | RU    |
| ---------------- | -------------------- | -------- | --------------------------- | --------------------------- | ------------------------- | ----- |
| 2 dicembre 2004  | Lillehammer          | Norvegia | Lorena Tröger Italia        | Anastasia Young Stati Uniti | Ksenija Cyplakova Russia  | [ 3 ] |
| 10 dicembre 2004 | Sigulda              | Lettonia | Anastasia Young Stati Uniti | Julija Artem'eva Russia     | Lenka Pažoutová Rep. Ceca | [ 4 ] |
| 17 dicembre 2004 | Altenberg            | Germania | Stefanie Sieger Germania    | Anastasia Young Stati Uniti | Denise Volkmann Germania  | [ 5 ] |
| 14 gennaio 2005  | Schönau am Königssee | Germania | Stefanie Sieger Germania    | Denise Volkmann Germania    | Aline Tröster Germania    | [ 6 ] |
| 21 gennaio 2005  | Oberhof              | Germania | Stefanie Sieger Germania    | Denise Volkmann Germania    | Aline Tröster Germania    | [ 7 ] |
| 29 gennaio 2005  | Innsbruck            | Austria  | Stefanie Sieger Germania    | Anastasia Young Stati Uniti | Denise Volkmann Germania  | [ 8 ] |

### Singolo uomini
| Data             | Località             | Nazione  | Primo classificato              | Secondo classificato            | Terzo classificato              | RU     |
| ---------------- | -------------------- | -------- | ------------------------------- | ------------------------------- | ------------------------------- | ------ |
| 2 dicembre 2004  | Lillehammer          | Norvegia | Christopher Mazdzer Stati Uniti | Tønnes Stang Rolfsen Norvegia   | Addison Dailey Stati Uniti      | [ 9 ]  |
| 11 dicembre 2004 | Sigulda              | Lettonia | Christopher Mazdzer Stati Uniti | Achim Obkircher Italia          | Connor O'Neill Stati Uniti      |        |
| 18 dicembre 2004 | Altenberg            | Germania | Felix Loch Germania             | Eric Zöllner Germania           | Matthias Stiebing Germania      | [ 10 ] |
| 14 gennaio 2005  | Schönau am Königssee | Germania | Felix Loch Germania             | Matthias Stiebing Germania      | Christopher Mazdzer Stati Uniti | [ 11 ] |
| 21 gennaio 2005  | Oberhof              | Germania | Felix Loch Germania             | Christopher Mazdzer Stati Uniti | Eric Zöllner Germania           | [ 12 ] |
| 28 gennaio 2005  | Innsbruck            | Austria  | Felix Loch Germania             | Eric Zöllner Germania           | Kevin Hellwig Germania          | [ 13 ] |

## Classifiche

### Singolo donne
| Pos. | Nome               | Nazione     | Risultati ottenuti | Risultati ottenuti | Risultati ottenuti | Risultati ottenuti | Risultati ottenuti | Risultati ottenuti | Punti totali |
| Pos. | Nome               | Nazione     | LIL                | SIG                | ALT                | KÖN                | OBE                | INN                | Punti totali |
| ---- | ------------------ | ----------- | ------------------ | ------------------ | ------------------ | ------------------ | ------------------ | ------------------ | ------------ |
| 1    | Anastasia Young    | Stati Uniti | 2                  | 1                  | 2                  | 4                  | 10                 | 2                  | 451          |
| 2    | Stefanie Sieger    | Germania    | –                  | –                  | 1                  | 1                  | 1                  | 1                  | 400          |
| 3    | Lorena Tröger      | Italia      | 1                  | 5                  | 5                  | 5                  | 4                  | 4                  | 385          |
| 4    | Denise Volkmann    | Germania    | –                  | –                  | 3                  | 2                  | 2                  | 3                  | 310          |
| 5    | Maša Topole        | Slovenia    | 4                  | 4                  | 7                  | 7                  | 8                  | 7                  | 300          |
| 6    | Vera Schwienbacher | Italia      | 5                  | 12                 | 6                  | DNF                | 9                  | 6                  | 226          |
| 7    | Maryna Halajdžjan  | Ucraina     | 8                  | 10                 | 12                 | 12                 | 12                 | 13                 | 204          |
| 8    | Aline Tröster      | Germania    | –                  | –                  | 4                  | 3                  | 3                  | DNF                | 200          |
| 9    | Lenka Pažoutová    | Rep. Ceca   | –                  | 3                  | 8                  | 9                  | 7                  | –                  | 197          |
| 10   | Tereza Revajová    | Rep. Ceca   | –                  | 7                  | 15                 | 11                 | 11                 | 12                 | 172          |

### Singolo uomini
| Pos. | Nome                | Nazione     | Risultati ottenuti | Risultati ottenuti | Risultati ottenuti | Risultati ottenuti | Risultati ottenuti | Risultati ottenuti | Punti totali |
| Pos. | Nome                | Nazione     | LIL                | SIG                | ALT                | KÖN                | OBE                | INN                | Punti totali |
| ---- | ------------------- | ----------- | ------------------ | ------------------ | ------------------ | ------------------ | ------------------ | ------------------ | ------------ |
| 1    | Christopher Mazdzer | Stati Uniti | 1                  | 1                  | 4                  | 3                  | 2                  | 5                  | 470          |
| 2    | Felix Loch          | Germania    | –                  | –                  | 1                  | 1                  | 1                  | 1                  | 400          |
| 3    | Connor O'Neill      | Stati Uniti | 4                  | 3                  | 7                  | 4                  | 10                 | 11                 | 306          |
| 4    | Eric Zöllner        | Germania    | –                  | –                  | 2                  | 8                  | 3                  | 2                  | 282          |
| 5    | Achim Obkircher     | Italia      | –                  | 2                  | 6                  | 10                 | 7                  | 4                  | 277          |
| 6    | Reinhard Egger      | Austria     | 5                  | 4                  | –                  | 5                  | 6                  | –                  | 220          |
| 7    | Eli Cain            | Stati Uniti | 6                  | 12                 | 10                 | 6                  | 18                 | 14                 | 219          |
| 8    | Matthias Stiebing   | Germania    | –                  | –                  | 3                  | 2                  | 4                  | DNF                | 215          |
| 9    | Addison Dailey      | Stati Uniti | 3                  | 8                  | 14                 | 16                 | –                  | 9                  | 204          |
| 10   | Mike McTigue        | Stati Uniti | 8                  | 11                 | 12                 | 9                  | 15                 | 13                 | 203          |